# Parque de Atracciones de Zaragoza
Le Parque de Atracciones de Zaragoza est un parc d'attractions situé à Saragosse en Espagne. Il est ouvert depuis 1er août 1974.

## Attractions

### Lesmontagnes russes
| Nom     | Type                     | Constructeur             | Année |
| ------- | ------------------------ | ------------------------ | ----- |
| La Mina | Montagnes russes junior  | Zamperla                 | 2002  |
| Moncayo | Montagnes russes assises | Robles Bouso Atracciones | 1974  |
| Ramsés  | Montagnes russes navette | Safeco                   | 2000  |

### Les attractions aquatiques

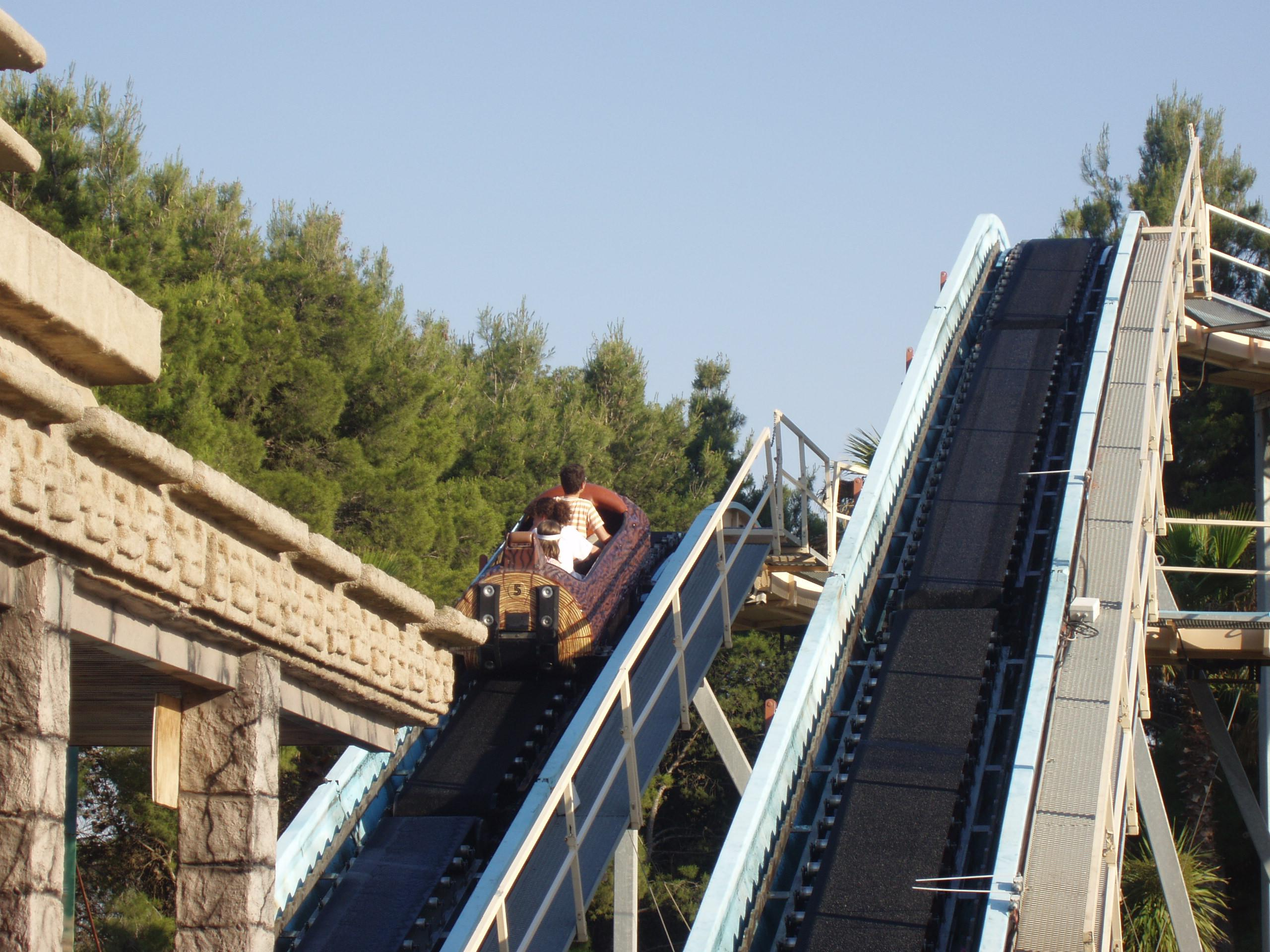
Gran Tikal

| Nom        | Type                    | Constructeur | Année |
| ---------- | ----------------------- | ------------ | ----- |
| Gran Tikal | Bûches                  | Reverchon    | 1998  |
| Río Navajo | Rivière rapide (Bouées) | Intamin      | 2003  |

### Autres attractions
- Booguies
- Bota-Bota
- Cadenas
- Casa Magnética
- Castillo
- Chocones : autos tamponneuses
- Colorado Express
- Cueva del Horror : train fantôme
- Dream River
- El Torreón : tour de chute Shoot and Drop
- Embarcadero
- Express Pacific : train panoramique
- Indianápolis
- Jumping
- Jurassic Car
- Kangurito
- La Isla del Faro
- Laberinto-Espejos : palais des glaces
- Las Cuerdas del Dragón
- Mini Noria
- Mini-Rocking
- Mississippi : palais du rire
- Noria
- Peke-Tren
- Quetzal : Jump Around
- Revolution : Top Spin
- Rodeo
- Rueda Caballitos
- Scalextrix
- Tren de la Bruja
- Trenecillo
- Vertical Twister : Star Flyer